# Валлийская кухня

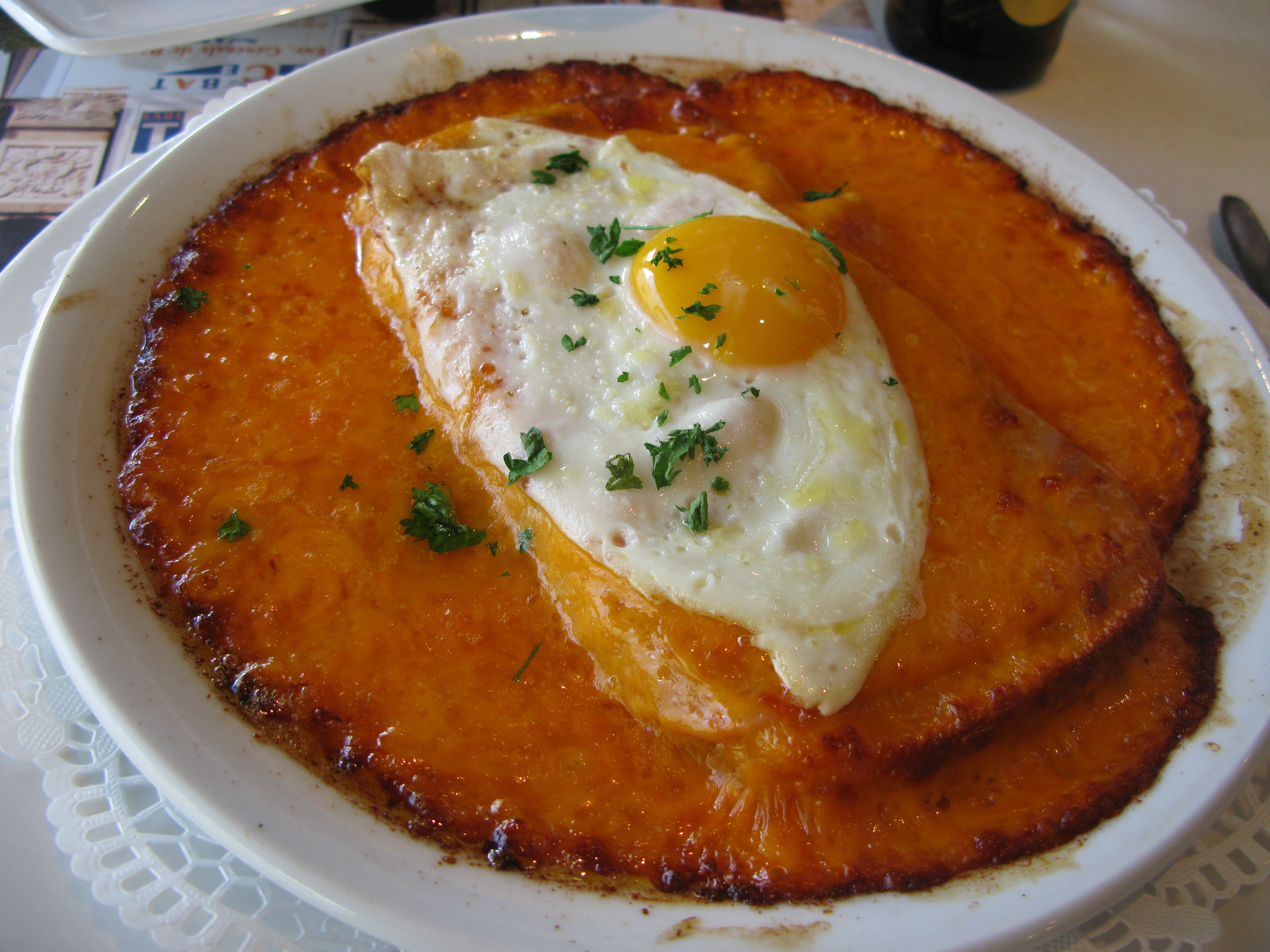
Валлийский кролик с яйцом

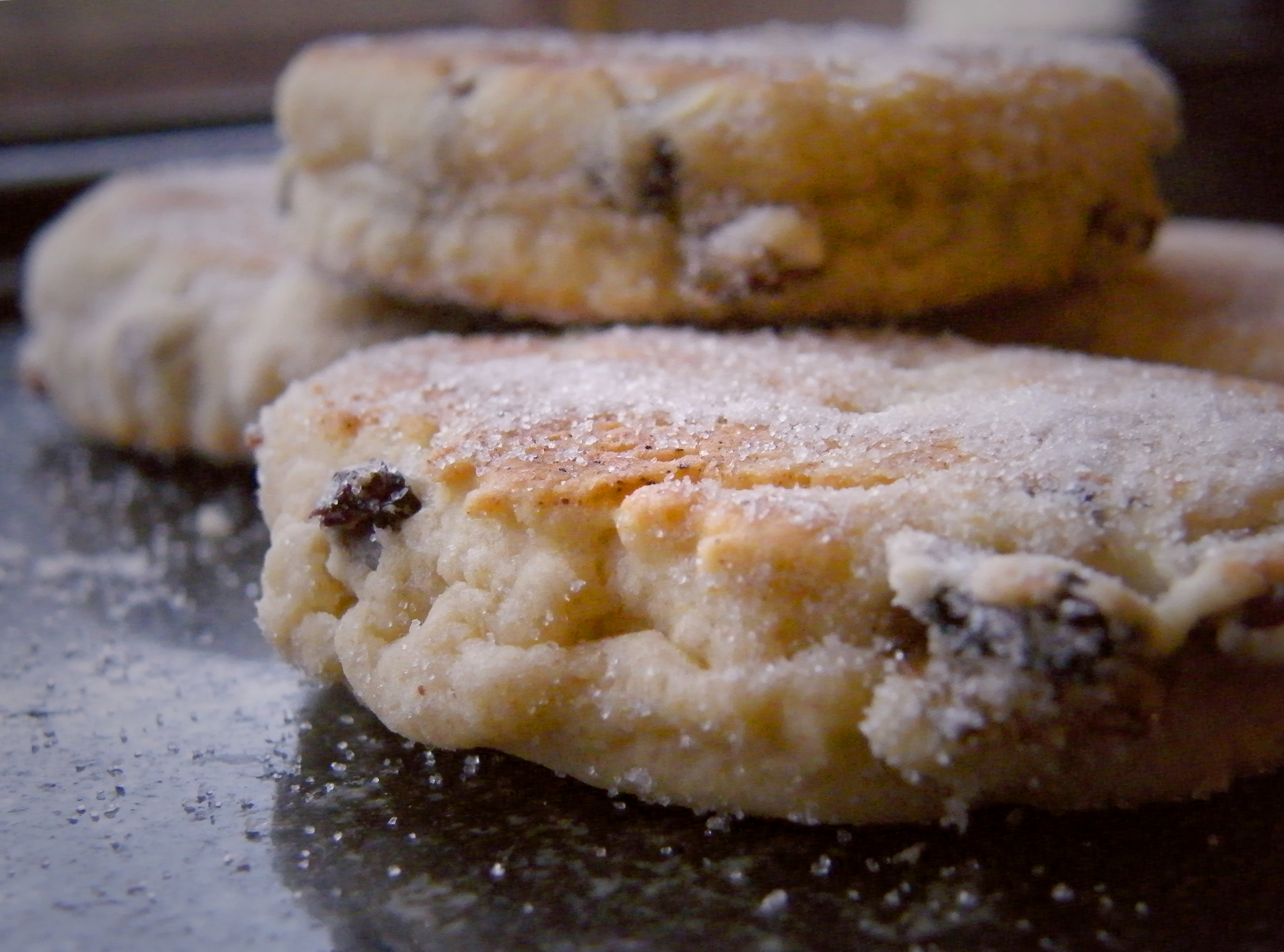
Валлийские лепёшки

Валлийская кухня (валл. Coginiaeth Cymru, англ. Welsh cuisine) — национальная кухня валлийцев.
Самобытная валлийская кухня сложилась на территории Уэльса. Народы, проживающие в этих местах, издавна хранили свои кулинарные традиции, считая их неотъемлемой частью культуры и истории. Большое влияние на валлийскую кухню оказали римляне, благодаря которым кухня Уэльса обогатилась многими приправами, которые как нельзя лучше пришлись к рыбным блюдам.
Два наиболее известных символа Уэльса (лук-порей и нарцисс) имеют непосредственное отношение к кулинарии. В древности считалось, что лук-порей приносит удачу в битве, поэтому воины добавляли его к своим доспехам в качестве талисмана. В настоящее время лук-порей является неотъемлемой частью рациона валлийской кухни.
Нарцисс, появившийся на землях Уэльса во времена римской империи и на сегодняшний день имеющий чисто декоративное значение (нарцисс служит непременным украшением стола 1 марта, в день святого Давида), изначально использовался в гастрономических целях, в сочетании с зелеными фигами его подавали в качестве десерта.
Из-за близости морского побережья в рецептах валлийской кухни всегда было множество рыбных блюд и блюд из морепродуктов (креветок, морских гребешков, моллюсков, устриц и пр.), а римляне, завоевавшие Уэльс в первом столетии нашей эры, обогатили кухню Уэльса множеством приправ (кориандр, пижма, мята, тимьян, фенхель, укроп и т. д.), которые стали использоваться при приготовлении рыбы.
С древних времен население Уэльса занималось разведением скота и выращивало овёс, который был основной злаковой культурой. Блюда из него употребляли в сочетании с сыром, сливками и пахтой — обезжиренными сливками, которые получали как побочный продукт из коровьего молока при производстве масла.
Однако окончательно валлийская кухня сформировалась под влиянием кельтов, которые использовали для приготовления пищи открытый очаг. Сочетание мясных и злаковых ингредиентов привело к возникновению многих известных блюд валлийской кухни, ставших национальными. В качестве примера можно привести так называемый каул (cawl), суп-гуляш из мяса и корнеплодов, сдобренный травами, в который добавляют овёс, придающий блюду необходимую густоту. В качестве мяса валлийцы предпочитают баранину, несколько менее популярны говядина и свинина.
Валлийская кухня знаменита многочисленными рецептами выпечки — разнообразных лепёшек и оладий (например, кремпоги), которые являются непременным атрибутом стола. Кроме того широко практикуется заготовка впрок ягод, фруктов и овощей в виде различных варений, маринадов, солений и консервов.
Приготовление многих блюд валлийской кухни в древности было приурочено к окончанию различных сельскохозяйственных работ, что нашло отражение в их названиях, среди которых можно встретить косильные лепёшки, урожайный суп и т. п.